# Стріхович Василь Іванович
Василь Іванович Стріхович (28 грудня 1940, с. Вербівка Борщівського району Тернопільської області — 22 травня 2014) — український звукооператор та звукорежисер, заслужений діяч мистецтв України.

## Життєпис
Понад 40 років працював звукооператором та режисером Чернівецької обласної державної телерадіокомпанії. Завдяки йому не один десяток співаків, які живуть не лише в Україні, а й за її межами, розкрили свій талант. Саме Стріхович уперше випустив в ефір ще нікому не відомого Іво Бобула з піснею Левка Дутківського «Якщо любиш — кохай», Олександра Сєрова.
Дружба та плідна співпраця пов'язувала його з Володимиром Івасюком. Вони познайомилися на студії 1966 року, де гурт «Смерічка» записував до новорічної програми фонограму пісні «Сніжинки падають». А вже 1967 року В. Стріхович записав пісню В. Івасюка «Я піду в далекі гори», яку було включено в програму «Камертон доброго настрою». А 13 вересня 1970 року на Театральній площі міста Чернівці у прямому ефірі телепрограми «Камертон доброго настрою» прозвучала прем'єра пісні, яка стала радянським хітом і українським шлягером на всі часи — «Червона рута» Володимира Івасюка у виконанні автора та Олени Кузнєцової. Путівку в життя їй дав теж звукорежисер Василь Стріхович.
Аудіозаписи Василя Стріховича і зараз вважаються неперевершеними, хоча робилися старими технічними засобами. Музиканти кажуть, що у Стріховича 200-відсотковий слух. А ще він умів проникнути в суть твору, відчути справжню талановиту пісню та виконавця і завжди намагався допомогти їм розкрити свій талант.
Василь Іванович Стріхович похований під Києвом у м. Буча.